# Успешно учење
Исход процеса учења зависи од две врсте фактора: оних који су везани за физичке услове учења и физиолошка стања организма и оних који пре свега, припадају домену психолошког, као што су способности и мотивација за учење, или развијене радне навике. Успешно учење се одвија кроз низ сукцесивних корака.

## Услови успешног учења

### Физички и физиолошки услови успешног учења
Многи фактори из окружења и организма утичу на ефикасност процеса учења. Када је просторија загушљива, када је напољу бука, могућност за успешно учење је слабија. Слично томе, учење отежавају и физиолошка стања организма која нарушавају природну равнотежу у организму. 

### Психолошки услови успешног учења
Ову групу услова учења обично чине способности, мотивација и радне навике. Способности играју важну улогу у сложеним облицима учења. Питање способности и није толико важно уколико не постоје мотивација и радна навика. Мотивација за учење се често поистовећује са намером да се нешто научи. Намера свакако игра важну улогу, али има и пуно примера где се знање стиче без намере. Најважније питање јесте на који начин мотивација припрема човека за учење. Мотивација делује на физиолошком нивоу, повећава будност организма и помаже организму да дубље обради садржај, да боље повезује, размишља и организује.

## Мотивација
Када је особи стало до нечега и када воли то што ради, психолози говоре о интринзичкој (унутрашњој) мотивацији. Ова врста мотивације за активности које особа проналази награђујућом самој по себи (свирање гитаре, сликање, глума). Особа боље учи и брже када је испуњена унутрашњом мотивацијом. Насупрот томе, активности које нису саме по себи привлачне, већ воде до неког циља спадају под екстринзичку (спољашњу) мотивацију (дете учи да би га родитељи пустили да гледа цртани касније). Унутрашња и спољашња мотивација имају велику улогу у обављању интелектуалних радњи. Интелектуални рад може бити подстакнут неким спољашњим фактором попут популарности, бољим материјалним статусом, угледом...
Истраживања показују да често ослањање на спољашњи извор мотивације може да умањи унутрашњу мотивацију.

## Навике учења
Уколико неко учи на одређеном месту, поседује навику места, а уколико има одређено време кад учи, поседује навику времена. У васпитању, одрасли намећу деци правила понашања које ће створити у детету навике и које ће бити корисне детету и друштву у целини. Иза таквих поступака одраслих се формира оно што психолози зову радним навикама.

## Трансфер учења
Трансфер учења је дејство које претходно/стечено искуство има на ново учење или активност. Дејство наученог на нову активност учења може бити позитивно или негативно. Позитиван трансфер је на делу када је ново учење олакшано, а негативно када је отежано. Позитиван трансфер учења обично се јавља када се учи градиво које је слично оном које је већ савладано. Међутим, може се јавити и кад се претходно усвојена општа знања и принципи примене на нову активност или садржај учења. Трансфер знања треба вежбати и примењивати у новим ситуацијама учења.

## Фазе и технике успешног учења
Истраживања показују да успешан процес учења пролази кроз неколико различитих фаза и да међу њима постоји мање-више устаљен след — неке фазе су предуслов за одвијање других фаза учења. 
- Претходни преглед градива — посматрање илустрација и слика, читање наслова, листање градива
- Читање градива — не значи да лекције треба механички читати, већ да се у периоду читања заузме много активнији став. Активан приступ читању градива подразумева заузимање одређеног телесног става и усмеравање пажње прво на главне детаље који их подржавају, проучавање непознатих речи, прављење бележака, подвлачење текста итд.
- Постављање питања — како би учење било мање монотоно, добра техника је да се постављају
- Размишљања о градиву — делимично се поклапа с фазом читања градива и у функцији је бољег разумевања онога што се учи.
- Преслишавање — проверавање колико је особа била активна у процесу учења
- Завршни преглед градива — овим се заокружује процес учења. У тој фази се може поново прочитати текст, али ће бити много корисније уколико се особа осврне на кључна питања без помоћи књиге.[1]